# Duck Hunt
Duck Hunt (japanska: ダックハント Hepburn: Dakku Hanto?) är ett TV-spel till Nintendos 8-bitarskonsol NES, släppt 1984 i Japan (Famicom), 1985 i Nordamerika och 1987 i Europa. Spelet var det första som använde speltillbehöret NES Zapper, en ljuspistol med vilken spelaren kan skjuta på TV-skärmen. Som namnet antyder ("Duck Hunt", som betyder ankjakt) är det i första hand ankor spelaren skall skjuta. Även lerduveskytte kan utövas. Spelet släpptes 2014 till Wii U som Virtual Console-spel.